# Roxen
Pour la chanteuse roumaine, voir Roxen (chanteuse).
Roxen est un lac situé dans le comté d'Östergötland dans le sud-est de la Suède, au nord de la ville de Linköping.

## Géographie

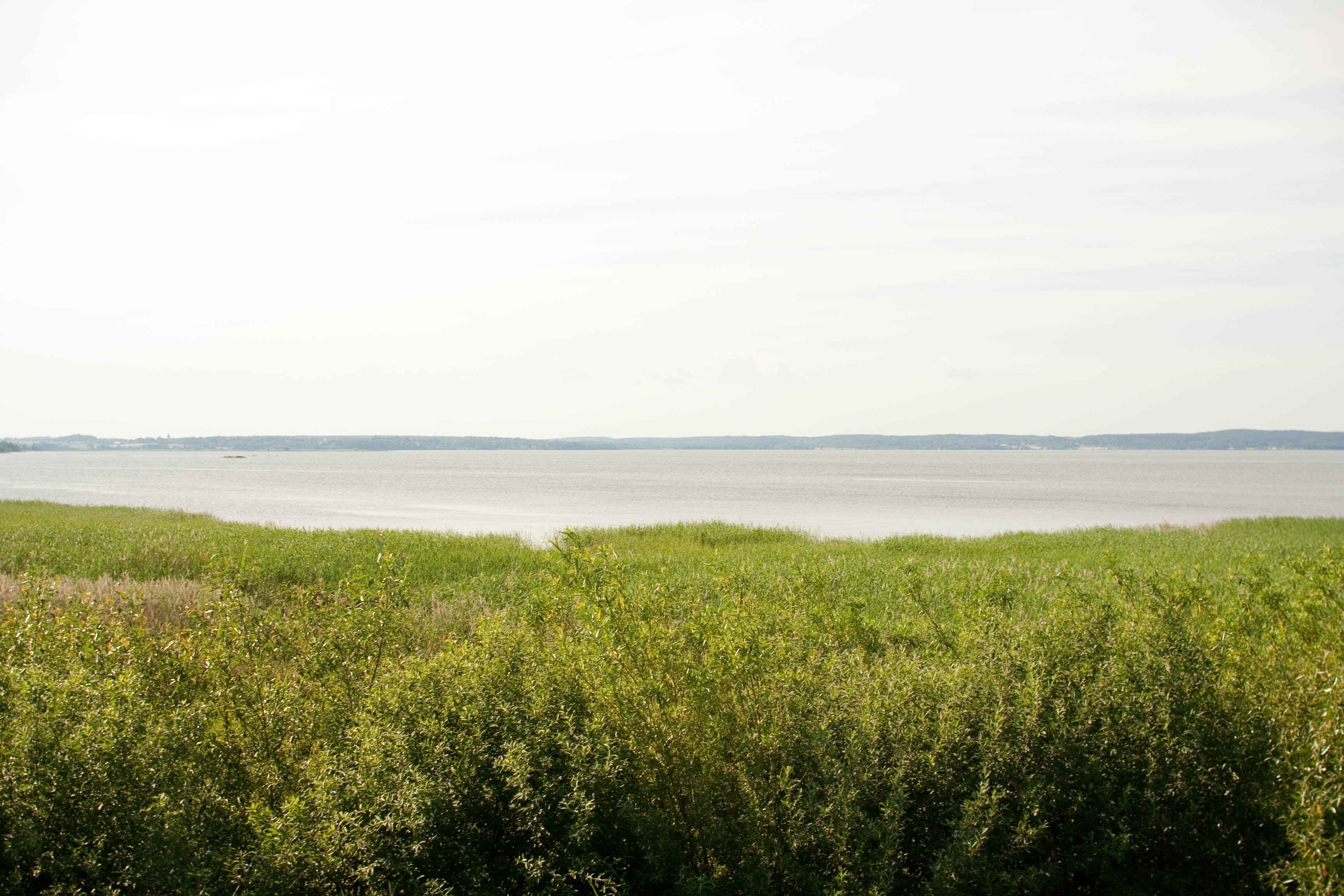
Vue du lac Roxen.

Le Roxen est arrosé par le Motala Ström et le canal Göta qui arrivent des lacs Vättern et Vänern, ainsi que les rivières Svartån et Stångån.
Le Roxen est connu pour permettre l'observation des oiseaux, surtout dans sa partie occidentale où sont situées les deux réserves naturelles : Kungsbro et Svartåmynningen.